# 馬其頓博物館

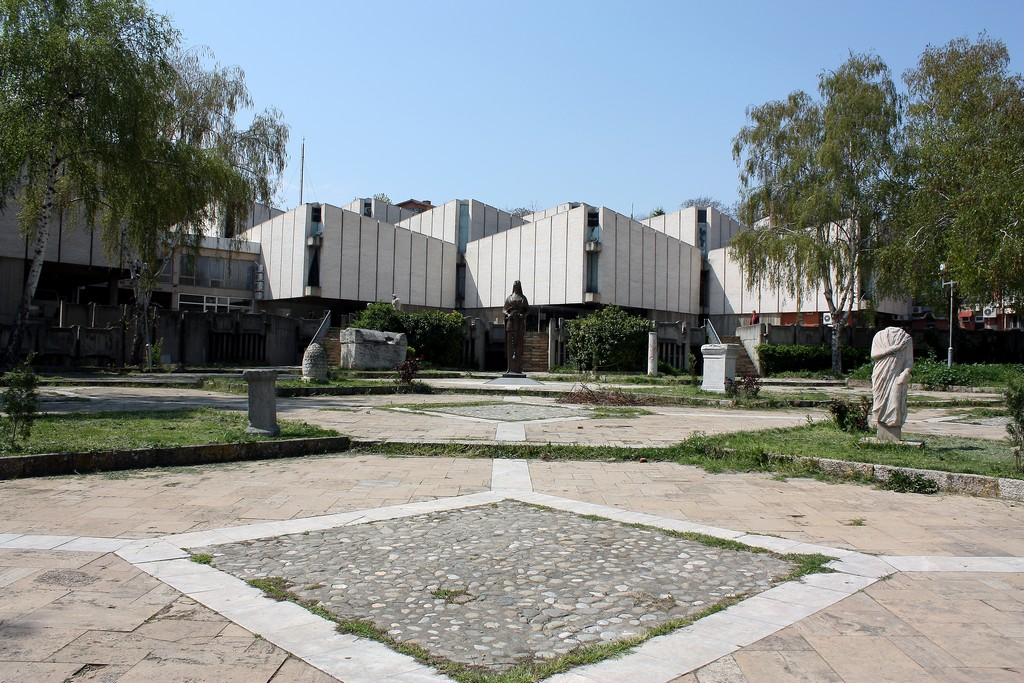

馬其頓博物館是北馬其頓共和國的國家博物館，也是北馬其頓歷史最久博物館之一。馬其頓博物館由三家博物館合併而成，成立於1924年，即南斯拉夫王国时代，1946至1994年间，一度改名為馬其頓人民博物館。

## 外部連結
- Official web page of the Museum of Macedonia （页面存档备份，存于） （馬其頓文）
- The evolution of the Museum of Macedonia, by Barbara Voponcov. （馬其頓文）

42°00′09″N 21°26′09″E / 42.00250°N 21.43583°E